# Tiefgraben
Tiefgraben is een gemeente in de Oostenrijkse deelstaat Opper-Oostenrijk, gelegen in het district Vöcklabruck. De gemeente heeft ongeveer 3100 inwoners.

## Geografie
Tiefgraben heeft een oppervlakte van 38 km². De gemeente ligt in het zuidwesten van de deelstaat Opper-Oostenrijk. Het ligt ten noordoosten van de deelstaat Salzburg en ten zuiden van de grens met Duitsland.

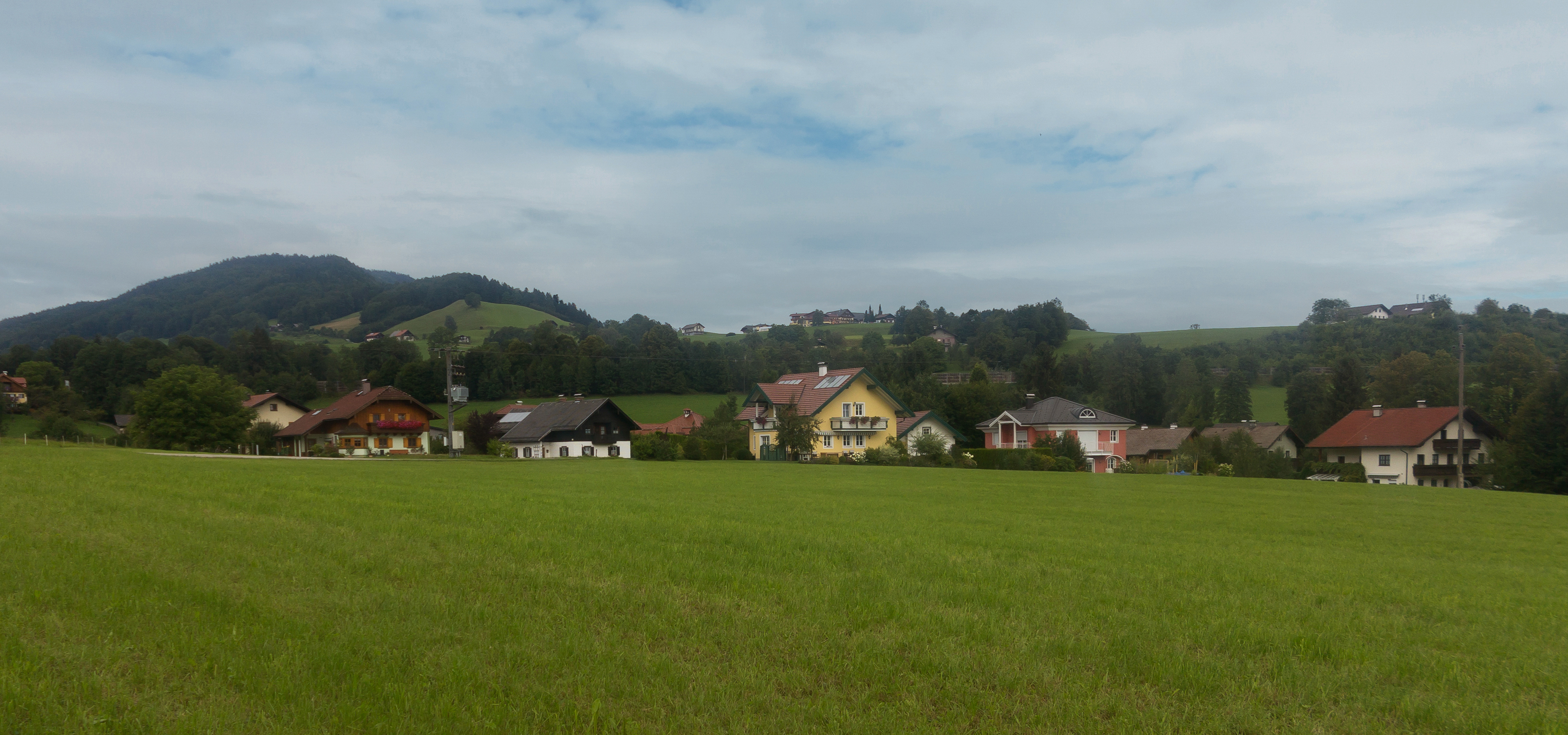
Panorama met huizen tussen Höribach en Keuschen (gemeente Tiefgraben)

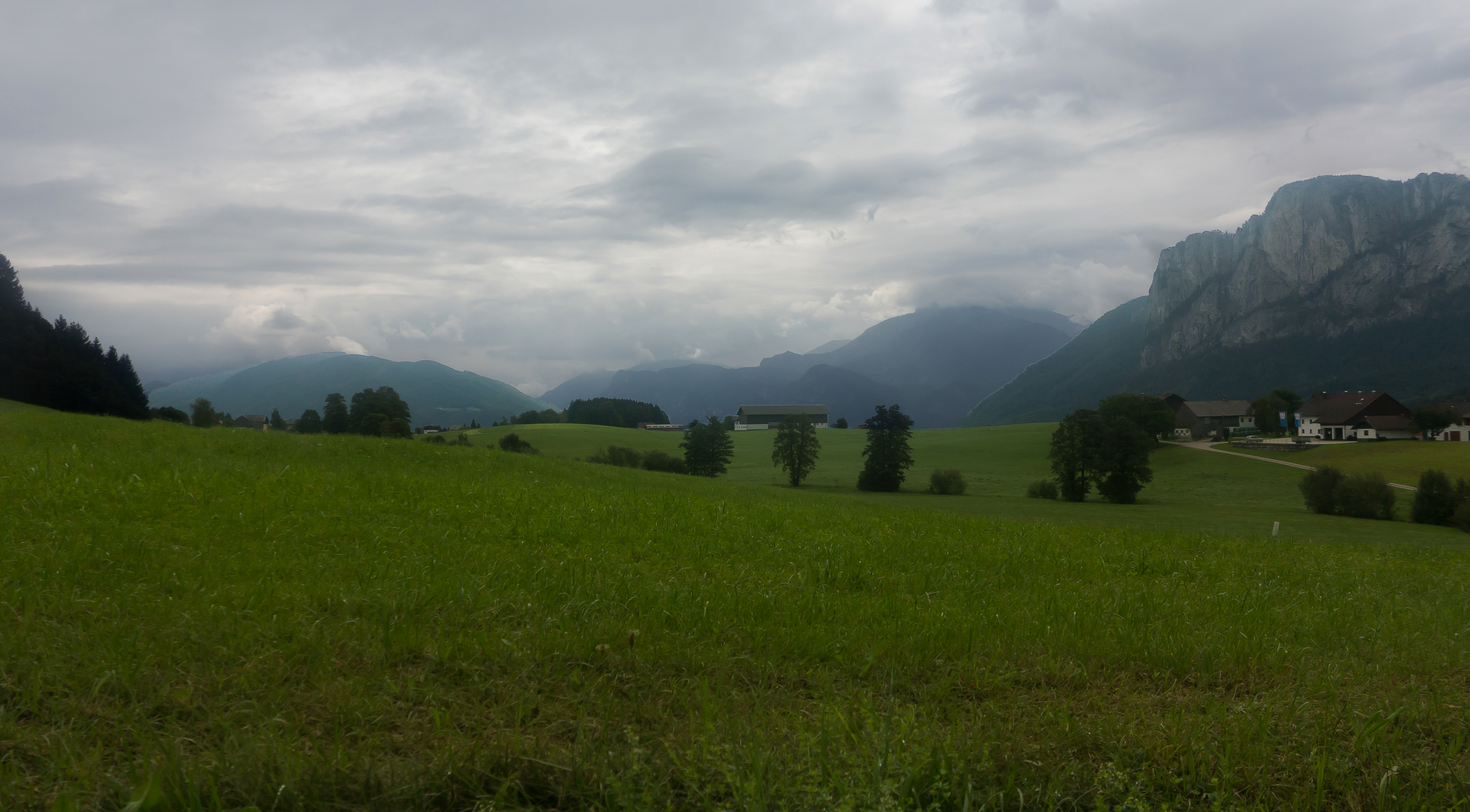
Panorama in de omgeving van Tiefgraben

- Gemeinsame Normdatei: 4527272-4
- Virtual International Authority File: 242286271